# Pierre Colard
Pour les articles homonymes, voir Colard.
Pierre Colard est un pilote de rallye français, né le 13 avril 1972.

## Palmarès

### Titre
- Champion de France des rallyes Terre: 2000 (copilote Gilles Mondésir, sur Seat Cordoba WRC);

### Victoires et podium en championnat de France des rallyes Terre
- Rallye Terre de Provence: 1998 (sur Subaru Impreza, avec G. Mondésir), et 2000
- Rallye Terre de l'Auxerrois: 1999 (sur Subaru Impreza avec G. Mondésir);
- Rallye Terre de Vaucluse: 2000;
- Rallye Terre de Langres: 2000;
  - 2e du rallye Terre  des Cardabelles: 2000.